# Pineville (Missouri)
Pineville település az Amerikai Egyesült Államok Missouri államában, McDonald megyében, melynek megyeszékhelye is. Lakosainak száma 802 fő (2020. április 1.).

## Népesség
A település népességének változása:

| 2010 | 791 |
| 2020 | 802 |